# Ernst Schütz
Pour les articles homonymes, voir Schütz.
Ernst Schütz (né le 5 octobre 1935 et mort le 22 décembre 2020 à Mondsee) est un chanteur lyrique et acteur autrichien.

## Biographie
Schütz suit une formation de chant au conservatoire de Graz auprès de Dino Halpern. Il fait ses débuts de 1962 à 1964 à l'opéra de Graz puis au Staatstheater am Gärtnerplatz de Munich.
En 1966, il vient à Vienne. Il est alors chanteur d'opérettes et est engagé jusqu'en 1972 au Raimundtheater. Par la suite, de Vienne jusqu'à la fin des années 1980, il est pris dans de nombreux théâtres autrichiens et allemands.
Il est par ailleurs acteur, notamment dans la comédie Außer Rand und Band am Wolfgangsee en 1972.

## Filmographie
- 1965 : Les Joyeuses Commères de Windsor
- 1966 : Boccaccio
- 1967 : Der Vogelhändler
- 1970 : Der Vetter aus Dingsda
- 1972 : Außer Rand und Band am Wolfgangsee
- 1972 : Boccaccio

## Source de la traduction
- (de) Cet article est partiellement ou en totalité issu de l’article de Wikipédia en allemand intitulé « Ernst Schütz » (voir la liste des auteurs).